# Chris Summers (Eishockeyspieler)
Christopher Clay „Chris“ Summers (* 5. Februar 1988 in Ann Arbor, Michigan) ist ein ehemaliger US-amerikanischer Eishockeyspieler, der im Verlauf seiner aktiven Karriere zwischen 2004 und 2020 unter anderem 70 Spiele für die Phoenix bzw. Arizona Coyotes und New York Rangers in der National Hockey League (NHL) auf der Position des Verteidigers bestritten hat. Zudem stand Summers auch in der Deutschen Eishockey Liga (DEL) und American Hockey League (AHL), wo er den Großteil seiner aktiven Laufbahn verbrachte, auf dem Eis.

## Karriere
Nachdem er zwei Jahre im Nachwuchsförderprogramm USA Hockey National Team Development Program verbracht hatte, spielte Summers von 2006 bis 2010 im Universitätsteam der University of Michigan in der Big Ten Conference, die in die National Collegiate Athletic Association (NCAA) eingegliedert ist.
Im März 2010 wurde der Verteidiger von den Phoenix Coyotes aus der National Hockey League (NHL) verpflichtet, diese hatten ihn zuvor im Rahmen des NHL Drafts 2006 in der ersten Runde gedraftet. Nach einigen Einsätzen in der American Hockey League (AHL), im damaligen Farmteam San Antonio Rampage, debütierte Summers in der Saison 2010/11 in der NHL und wird seitdem wechselweise entweder bei den Coyotes oder beim aktuellen Farmteam, den Portland Pirates, in der AHL eingesetzt. Im Mai 2014 wurde sein Vertrag bei den Coyotes um zwei Jahre verlängert.
Nach fünf Jahren gaben die Coyotes ihn samt Keith Yandle und einem Viertrunden-Wahlrecht für den NHL Entry Draft 2015 an die New York Rangers ab. Im Gegenzug transferierten die Rangers Anthony Duclair, John Moore sowie zwei Entry-Draft-Wahlrechte (zweite Runde 2015 und erste Runde 2016) nach Arizona. Nach der Saison 2016/17 verlängerten die Rangers seinen auslaufenden Vertrag nicht, sodass sich Summers im Juli 2017 als Free Agent den Pittsburgh Penguins anschloss. Diese setzten ihn in den folgenden beiden Spielzeiten jedoch ausschließlich in der AHL bei den Wilkes-Barre/Scranton Penguins ein.
Im Juli 2019 unterschrieb Chris Summers einen Zweijahresvertrag bei den Nürnberg Ice Tigers in der Deutschen Eishockey Liga (DEL). Bereits nach der Spielzeit 2019/20 erklärte der 32-Jährige jedoch seinen Rücktritt vom aktiven Sport.

## Erfolge und Auszeichnungen
- 2008 Mason-Cup-Gewinn mit der University of Michigan
- 2010 Mason-Cup-Gewinn mit der University of Michigan
- 2013 Teilnahme am AHL All-Star Classic

### International
- 2006 Goldmedaille bei der U18-Junioren-Weltmeisterschaft

## Karrierestatistik

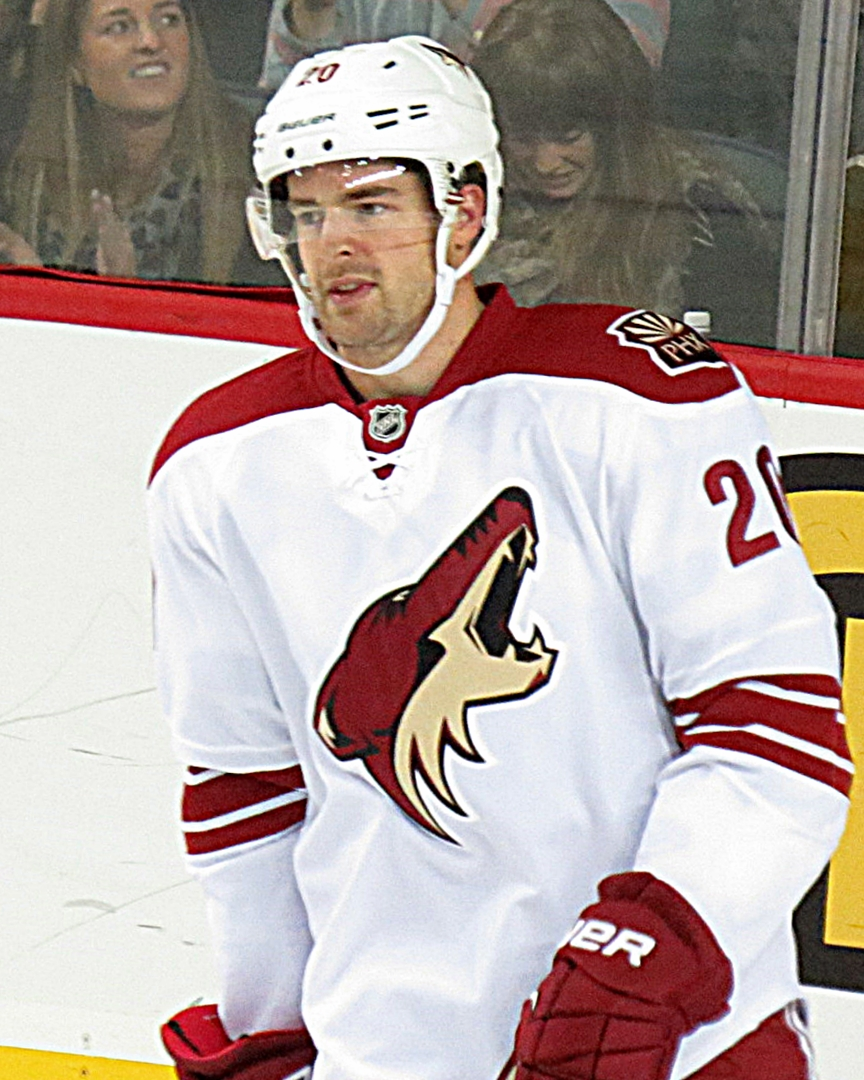
Summers im Trikot der Phoenix Coyotes (2013)

### International
Vertrat die USA bei:
- World U-17 Hockey Challenge 2005
- U18-Junioren-Weltmeisterschaft 2006
- U20-Junioren-Weltmeisterschaft 2008

(Legende zur Spielerstatistik: Sp oder GP = absolvierte Spiele; T oder G = erzielte Tore; V oder A = erzielte Assists; Pkt oder Pts = erzielte Scorerpunkte; SM oder PIM = erhaltene Strafminuten; +/− = Plus/Minus-Bilanz; PP = erzielte Überzahltore; SH = erzielte Unterzahltore; GW = erzielte Siegtore; 1 Play-downs/Relegation; Kursiv: Statistik nicht vollständig)